# Kristina Larsson

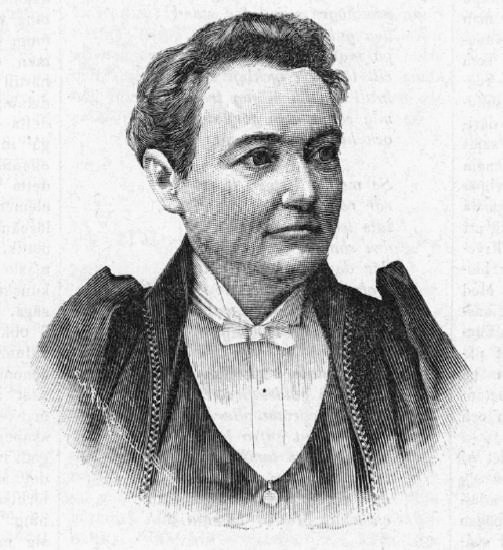
Kristina Larsson porträtterad i Idun.

Kristina Larsson, född Persdotter (senare Persson) 22 juli 1849 i Lund, död där 29 oktober 1926, var en svensk naturläkare, en så kallad klok gumma, verksam i Lund i Skåne. Hon var officiellt barnmorska, men behandlade i själva verket tillstånd i allt från dövhet till psykisk sjukdom. Många av hennes patienter kom från Danmark där hon var känd som "den kloge Kone i Lund".
Larsson var gift med vaktmästaren Hans Larsson (1844–1915) i Lund. Hon höll mottagning på Nygatan 16 i Lund. Hon biograferades 1894 i veckotidningen Idun för sina förtjänster, då hon uppgavs ha varit verksam i mer än tio års tid. Tidningen, som brukade ge porträtt av Sveriges framstående kvinnor, brukade normalt inte biografera kloka gummor, men hade inför artikeln fått rekommendationer om Larsson från nöjda patienter från Lund inom alla samhällsklasser och även av akademiska kretsar, som garanterade att Larsson inte var någon kvacksalvare. 
Hennes mest kända behandlingsmetod uppges ha varit en form av kontroll över blodomloppets banor.
"De flesta sjukdomar, däribland öfveransträngning vid tankearbete samt den omtvistade reumatismen, uppkomma genom oregelmässigheter i blodomloppet och försvinna åter, så snart detta återställes i sitt normala skick. Fru Larssons metod består däruti, att hon medels en sakta yttre behandling tilltrycker vissa blodkärl och därigenom tvingar blodet att taga sig fram på andra vägar. Med användandet af sin skarpsinniga kombinationsförmåga kan hon, genom att placera sina fingrar samtidigt på två eller tre ställen af patientens kropp, reglera blodcirkulationen på stora delar af densamma, sålunda bortarbetande blodöfverfyllnaden på somliga ställen och tillförande blod på behöfvande ställen. Särskildt skicklig är hon i behandlandet af kvinnliga sjukdomar, hvarjämte hon visat sig såsom en ovanlig kännare och botare af mjältens och blindtarmens sjukdomar, dessa bägge kinkiga organ, som utgjort läkekonstens svåraste stötestenar. Och vid kroniska sjukdomar har hon genom sin yttre behandling vunnit särdeles lyckade resultat."